# Pouzolzia denudata
Pouzolzia denudata är en nässelväxtart som beskrevs av Wildem. och Th. Dur.. Pouzolzia denudata ingår i släktet Pouzolzia och familjen nässelväxter. Inga underarter finns listade i Catalogue of Life.